# Rudze
Rudze – wieś w Polsce, położona w województwie małopolskim, w powiecie oświęcimskim, w gminie Zator.
W latach 1975–1998 wieś administracyjnie należała do województwa bielskiego.

## Integralne części wsi
| SIMC    | Nazwa | Rodzaj     |
| ------- | ----- | ---------- |
| 0076919 | Bugaj | przysiółek |

## Historia
We wczesnym średniowieczu mógł istnieć tu gród.
Wieś została po raz pierwszy wymieniona jako Rudzye w dokumencie lokacyjnym miasta Zator, wystawionym 10 listopada 1292 roku, a znanym z odpisu z 1569.
W latach 1427–1429 wymieniony jest Mikołaj Rudzki, prawdopodobnie protoplasta śląskiego rodu Rudzkich z Rudz, jako starosta barwałdzki, a w 1448 roku jako notariusz książęcy, następnie w latach 1437–1442 jako starosta oświęcimski. Jan Długosz wymienił wieś In terra Zatoriensi... Ruda.

## Zabytki
Obiekt wpisany do rejestru zabytków nieruchomych województwa małopolskiego.
- Dwór, park.

## Osoby związane z miejscowością
- Antoni Kamski (1893–1928), kapitan piechoty Wojska Polskiego, kawaler Virtuti Militari.
- Józef Chlebus (1893–1945), artysta malarz, siostrzeniec Jana Styki, zamordowany w kwietniu 1945 roku w austriackim mieście Melk, po aresztowaniu za ukrywanie Cichociemnych.